# أمبروز فلاك
أمبروز فلاك (بالإنجليزية: Ambrose Flack)‏ (16 مارس 1902، سيراكيوز في الولايات المتحدة - 1 أبريل 1980)؛ روائي أمريكي.